# 喜屋武あつこ
喜屋武 あつこ (きゃん あつこ、1966年2月21日 - ) は日本のモデル、実業家。
芸能事務所『office RHIZOME』代表取締役でペットトリマーサロン『ワンニャンじゃんぐる』オーナー。

## 経歴
沖縄県那覇市出身。沖縄県立浦添高等学校・沖縄国際大学国文科卒。
15歳でスカウトをきっかけにモデルを始める。
22歳で東京へ上京。オスカープロモーションに所属しモデルやタレントとして活躍。
1992年～1994年にアメリカに留学した後に沖縄に戻り、モデル業を再開。
2003年6月、『OFFICE RHIZOME』を設立。
2019年1月、芸能事務所『株式会社OFFICE RHIZOME』設立、7月に厚生労働大臣許可『労働者派遣事業許可　派47-300323』『有料職業紹介事業許可　47-ユ-300793』を取得。
2020年9月、『ジャパンケンネルトリマーライセンス』取得。
2020年10月、動物飼育管理士・老犬介護士取得。ペットサロン『ワンニャンじゃんぐる』を設立。

## 出演

### テレビCM
- 沖縄伊藤園
- Au沖縄セルラー
- メガネ1番
- マルサンランドリー
- Dragon Palace
- 沖縄アカデミー専門学校
- 沖縄森永乳業
- 沖縄銀行
- EMスパ
- C1000 タケダ（長谷川京子主演）
- すっぱいマン
- 琉球新報
- 動物病院22時
- 琉球もろみ酢
- 菊の露
- 中央ツーリスト
- 数学研究会
- 宮城美容外科クリニック
- ちゅら玉
- オンディシュ
- HONDA
- MaxValu
- ニチレイアセロラドリンク
- アメリカンホームダイレクト(地井武男主演)
- 東江メガネ
- トヨタ・ヴォクシー（沖縄編　反町隆史主演）
- オリオンビール
- 東京美容外科
- 沖縄参議院議員選挙
- 明治乳業
- 沖縄タイムス
- アイリス
- TOYOTA
- やずやインフォマーシャル

その他多数

### スチール
- 2009年JALカレンダー
- オリオンビール
- LG電子
- 琉球美容専修学校
- 沖縄伊藤園
- PENTAX
- EPSON
- 沖縄銀行
- 琉球もろみ酢
- カヌチャベイホテル&ヴィラズ
- 那覇メインプレイス
- Nikon
- 沖縄県議会議員選挙
- (有)カミヤマ美研販売
- 沖縄電力
- マイバックキャンペーン
- 青い海
- Au沖縄セルラー
- 沖縄県衣類縫製品工業組合 かりゆしウェア
- マイバックキャンペーン
- ろうきん

### Magazine
- Only
- 沖楽
- 沖縄プライベートウェディング
- okinawaBe-O
- オキナワグラフ
- musu-b

### PV
- 175R
- ORANGE RANGE
- SOPHIA
- サザンオールスターズ
- REG FAIR
- MISIA（ホリディ）

### その他

#### ファッションショー
- YOKANG FASHION SHOW
- かねひで都パレスブライダルショー
- YOKANG&MIMU de HOMME FASHION SHOW（演出）
- かりゆしウェア
- マリーインターナショナル（ヘアーショー）
- 2008”OKINAWAコレクション・NDC2008”Collection des Modes
- Desigual　BARCELONASPAIN×KOZA PLAZA HOUSE
- 千代田ブライダルハウス振袖フェスタ
- ディスカバリー琉球　石垣ミンサー織　着物ファッションショー
- ファッションデザイナークラブ琉球2010年～2018年
- ㈱FM沖縄　番組審議委員（2018年～）

#### イベント
- TOYOTA世界大会
- RACO RYUKYU ASIA COLLECTION 2011・2012
- 千代田ブライダルハウス振袖フェスタ

#### 講師
- 国際電子ビジネス専門学校(ヘアーメイク科）
- 専門学校　ハイジア　　ヘアーメイク・スタイリスト科
- 沖縄セルラー（au) 社員研修用ヘアー・メイク
- 日本アルテスタアカデミー（NAA)沖縄本校　ウォーキング・ヘアーメイク
- 沖縄女子短期大学　ウォーキング
- 県内企業(かりゆしグループ・千代田グループ）社員育成ウォーキング講師及び一般社会人ウォーキング・マナー講師
- JTAウォーキング・マナー講師
- アウトレットモールあしびな～社員ヘアーメイク・マナー講師

### フード
- Colemanパンフレット
- 伊是名カエのおきなわベジライフ料理本

### コーディネイト
- 『伊是名カエのおきなわベジライフ』料理本

### 受賞作品
- 2009　オリオンビール　ドラフトキャンペーンカレンダー 　広告賞　:銀賞受賞

### モデル
- 株式会社アイリスエステサロン　TV-CM　Web 出演
- 東江メガネ　TV-CM　Web スチール　出演
- エバーライフ青汁インフォマーシャル　出演
- 株式会社大川家具　maxpius　TV-CM　出演
- 沖縄コンベンションビューロー『大人2人旅』スチール・WEB
- やずやインフォマーシャル出演　2020年